# Факир
Факи́р (араб. فقیر‎ — бедняк) — изначально странствующий приверженец суфизма, позднее (в разговорной речи) термин стал означать бездомного аскета в индуизме. Факиры также суфийские религиозные нищие в Индии, род бродячих монахов — дервишей.
В современной разговорной речи факир — фокусник, йог, дрессировщик животных, заклинатель болезней, толкователь снов. В переносном смысле — вообще всякий фокусник, маг.
В последние 20 лет[уточнить] начала развиваться целая отдельная отрасль шоу-бизнеса, связанная с факирами. Это так называемые театры огня (огненное шоу), участники которых в большинстве своём непрофессиональные артисты-любители, работающие с различными огненными и пиротехническими инструментами. В то же время, фаерщиков, то есть артистов огненного шоу, не следует полностью отождествлять с понятием факир, так как последние ограничиваются в основном глотанием огня и выдуванием, когда как фаерщики, в основном, занимаются манипуляцией с различным огненным реквизитом (см. огненное шоу).